# L'aventure commence à Bombay
Pour plus de détails, voir Fiche technique et Distribution.
L'aventure commence à Bombay (titre original : They met in Bombay) est un film américain en noir et blanc réalisé par Clarence Brown, sorti en 1941.

## Synopsis
L'Inde britannique, à Bombay. L'aventurier Gerald Meldrick voudrait dérober à la duchesse de Beltravers son fameux collier de diamants, L'Étoile d'Asie. Il se fait passer auprès d'elle pour un inspecteur de Scotland Yard. Anya von Duren, qui a les mêmes intentions que lui, se présente à la duchesse comme une aristocrate. D'abord en conflit, Gerald et Anya vont unir leurs forces.

## Fiche technique
- Titre : L'aventure commence à Bombay
- Titre original : They met in Bombay
- Scénario : Edwin Justus Mayer, Anita Loos et Leon Gordon, d'après une histoire de John Kafka
- Assistant réalisateur : John Waters (non crédité)
- Musique : Herbert Stothart
- Direction artistique : Cedric Gibbons et Randall Duell
- Décors : Edwin B. Willis
- Costumes : Adrian et Gile Steele
- Photographie : William H. Daniels
- Montage : Blanche Sewell
- Producteur : Hunt Stromberg
- Société de production : Metro-Goldwyn-Mayer
- Société de distribution : Loew's Inc.
- Pays de production :  États-Unis
- Langue d'origine : anglais américain
- Format : noir et blanc — 35 mm — 1,37:1 — son : mono (Western Electric Sound System)
- Genre : aventure, omédie dramatique
- Durée : 89 minutes
- Dates de sortie : 
  - États-Unis : 27 juin 1941
  - France : 21 juin 1950

## Distribution
- Clark Gable : Gerald Meldrick
- Rosalind Russell : Anya von Duren
- Peter Lorre : le capitaine Chang
- Jessie Ralph : la duchesse de Beltravers
- Reginald Owen : le général
- Matthew Boulton : l'inspecteur Cressney
- Edward Ciannelli : le directeur de l'hôtel
- Luis Alberni : le maître d'hôtel
- Rosina Galli : Carmencita
- Jay Novello : Bolo

Et divers acteurs non crédités, dont :
- Harry Allen : un soldat dans le bar
- Jimmy Aubrey : un soldat dans le bar
- William Edmunds : le barbier de l'hôtel
- Chester Gan : Woo Ling Woo
- Lilyan Irene : la domestique de la duchesse
- Tetsu Komai : le second du capitaine Chang
- Alan Ladd : un soldat britannique
- Miles Mander : un docteur
- Leslie Vincent : le lieutenant Ashley
- Judith Wood : l'infirmière

## Commentaire
Ce film, assez rare, est une brillante « comédie américaine » de l'Âge d'or d'Hollywood, avec ce qu'il faut d'humour et d'aventure, avec mise en scène de Clarence Brown, connu pour avoir dirigé à plusieurs reprises Greta Garbo (La Chair et le Diable, Anna Karénine, etc.).